# Вазузьке водосховище
Вазу́зьке водосховище — водосховище в Росії на річці Вазуза в Смоленській і Тверській областях. Заповнене в 1977–1978 роках. Площа 97 км², об'єм 0,55 км³.
Водосховище забспечує сезонне регулювання стоку; коливання рівня до 10 м. Живить Вазузьку гідротехнічну систему, створену для покращення постачання Москви.